# Mathurin Pitri
Mathurin Pitri OCist (* vor 1780 in Fontainebleau; † 13. Mai 1799 in Casamari, Veroli, Italien) war ein Oblate des Klosters Casamari sowie Märtyrer. Er wird in der römisch-katholischen Kirche als Seliger verehrt.

## Leben
Pitris Vater war Gärtner des französischen Königs. Zum Kriegsdienst ins Heer von Napoleon Bonaparte eingezogen, kam er nach Italien, wo er im Januar 1799 an Fieber schwer erkrankte und im Krankenhaus La Passione in Veroli Aufnahme fand. Als ihn die Ärzte aufgaben, beichtete er bei Siméon Cardon, der ebenfalls aus Frankreich stammte und der Zisterzienserabtei Casamari angehörte. Dabei gelobte Pitri seinen Eintritt in Casamari, falls er geheilt werden würde. Als sich drei Tage nach dem Gelöbnis unerwartet eine Besserung abzeichnete, desertierte er und wurde heimlich nach Casamari gebracht, wo er als Oblate eingekleidet wurde.
Am 13. Mai 1799 drangen circa 20 Soldaten der französischen Revolutionsarmee bei ihrem Durchmarsch in die Abtei Casamari ein, um sie zu plündern. Pitri wurde von den Soldaten durch Arkebüsen und Säbelhiebe getötet. Die Soldaten ermordeten insgesamt fünf weitere Mönche von Casamari. Pitri wurde in der Abteikirche von Casamari begraben.

## Verehrung und Seligsprechung
Am 26. Mai 2020 sprach Papst Franziskus Pitri und fünf weitere Märtyrer von Casamari den sogenannten heroischen Tugendgrad zu. Am 17. April 2021 wurde Pitri mit seinen fünf Leidensgenossen durch Marcello Semeraro, Präfekt der Kongregation für die Selig- und Heiligsprechungsprozesse, seliggesprochen, der in seiner Predigt die Märtyrer als „Zeugen der Liebe Jesu“ bezeichnete.